# 共同ピーアール
共同ピーアール株式会社（きょうどうピーアール）は、企業広報を主業務とした日本の独立系最大のPR会社。1964年に創業。2005年にPR会社としてははじめてジャスダック上場を果たしている。
老舗として知られ、他社に比べ大手の固定顧客が多いことが特徴。創業者・大橋栄の社是である「世論を形成する」のもと、日本に「カラーシャツ」や「消費者金融」といった言葉を根付かせるなど、社会を巻き込んだPRを得意とする、電通PR、プラップジャパンと並ぶ3大PR会社の1つ。
共同PRと記載されることも多く、共同で行うPR活動のことと混同されることも多い。また、通信社大手の共同通信社とも一切無関係であるので注意を要する。

## 沿革
- 1964年（昭和39年）11月 - 設立[1]。
- 2005年（平成17年）3月 - ジャスダック証券取引所上場[1]。
- 2011年（平成23年）12月 - 資金流用問題が発覚。創業者である大橋が社長を退き、山田明が社長に就任。
- 2012年（平成24年）2月 - 上村巍が社長に就任。
- 2014年（平成26年）2月 - 大橋から株を譲渡され、筆頭株主が新東通信に交替する。
- 2015年（平成27年）
  - 1月 - 業績不振を受け、新東通信から株主提案が出されるも、会社側はこれに反対。委任状争奪戦に発展。
  - 3月27日 - 株主総会で新東通信の株主提案が可決。結果、既存役員に加えて株主提案の5名の役員が選任される。
  - 8月24日 - 取締役会で新東通信の谷鉄也が代表取締役に就任。同年黒字化。
- 2016年（平成28年）6月 - 地域に特化したインフルエンサーサービス（ローカルインフルエンサー）を開始。
- 2017年（平成29年）
  - 7月25日 - 創業者・大橋栄が永眠。合同葬を寛永寺で執り行う[2]。
  - 9月 - アジアとアフリカをつなぐビジネスプラットフォーム「AA20」を設立。
- 2018年（平成30年）
  - 2月 - 日本最大級のインフルエンサーマーケティング会社であるVAZと資本提携。
  - 6月30日 - 1対3の株式分割を発表。
  - 8月13日 - 中国の大手電子決済プラットフォーマーであるLAKALA社と一次代理店契約を締結。
- 2020年（令和2年）
  - 1月 - 経済評論家の池田健三郎を所長に招聘し、共同ピーアール総合研究所（PR総研）を再編。
  - 3月 - 「みんなで考えるSDGsの日（3月17日）」を制定[3][4]。
- 2021年（令和3年）6月 - 現在地に本社を移転[1]。
- 2022年（令和4年）
  - 1月 - VAZを子会社化[1]。
  - 5月 - 株式会社キーウォーカーを子会社化。
- 2024年（令和6年）
  - 8月 - 米大手ロビー会社 バラード・パートナーズと戦略的パートナーシップ契約を締結[5]。
- 2025年（令和7年）
  - 5月 - 株式会社ディービーピーアールを連結子会社化[6]
  - 7月 - トータル・コミュニケーションズ株式会社を子会社化[7]